# Valérie Théodore
Pour les articles homonymes, voir Théodore.
Valérie Théodore est une actrice et réalisatrice française.

## Biographie
Elle suit sa formation de comédienne au Studio-théâtre d'Asnières  dirigé par Jean-Louis Martin-Barbaz.
Son premier court métrage, Je vous prie de sortir (titre international : Would you be kind to leave, Sir) obtient de nombreux prix ainsi qu'une cinquantaine de sélections en France et à l’étranger. Le film gagne le prix du meilleur court métrage au Festival du Film des Droits de l'Homme de Barcelone ainsi qu'au Festival International du film de Cleveland aux États-Unis en 2013. Il remporte la coupe Juliet Berto au Festival du court métrage en plein air de Grenoble et figure dans les « chefs-d’œuvre de la Cinémathèque » de Grenoble .
Elle réalise son deuxième court métrage, La politesse des anges (titre international : The Courtesy of Angels) en 2016. Il est sélectionné dans une soixantaine de Festivals Internationaux et gagne de nombreux prix. Le film est choisi par Unifrance en collaboration avec l'Institut Français d'Ukraine pour intégrer la sélection du Printemps Français en Ukraine. 
En 2013, elle fait partie du jury de la compétition courts métrages du Festival Cinéma d’Alès Itinérances auprès de Michel Demopoulos et d’Adrien Jolivet.
En 2017, elle fait partie du jury du Festival International du Film de Vébron présidé par Lionnel Astier.
En 2018, elle fait partie du jury du Festival Armoricourt présidé par José Pinheiro.

## Filmographie

### Réalisatrice et scénariste
- 2016 : La politesse des anges, court métrage (23 minutes) avec Delphine Théodore, André Oumansky, Alexis Rangheard
- 2011 : Je vous prie de sortir, court métrage (18 minutes) avec Boris Rehlinger, Delphine Théodore, Patrick Rousseau

### Actrice

#### Cinéma
- 2013 : Un p'tit gars de Ménilmontant d'Alain Minier
- 2010 : Les Mythos de Denis Thybaud
- 2009 : Après la pluie, court métrage de Jérémie Schellaert
- 2008 : Chéri de Stephen Frears
- 2008 : Eva veut bien, court métrage de Philippe Lubac
- 2007 : Des obsèques de principe, court métrage de Philibert Bacot
- 2007 : Moco Fictions de Jean-Claude Mocik
- 2007 : Les rêves d’Émilie, court métrage de Gabriel Reyes
- 2005 : Proximité, Proximité, moyen métrage de Jean-Claude Mocik
- 2004 : La part des anges, court métrage de Julien Saves

#### Télévision
- 2013 : Nos chers voisins de Gérard Pautonnier
- 2013 : Tu veux ou tu veux pas de Franck Allera
- 2012 : Pour toi j'ai tué de Laurent Heynemann
- 2009 : RIS police scientifique de François Guérin
- 2007 : À droite toute de Marcel Bluwal
- 2007 : Buffon, le penseur de la nature, documentaire-fiction de Philippe Tourancheau

## Théâtre
- 2005 : Toujours ensemble d’Anca Visdei, mise en scène : Philippe Eretzian
- 2003 : Les maxibules de Marcel Aymé, mise en scène : Philippe Meyer, Théâtre des 2 Rives Charenton, Studio-Théâtre
- 2003-2002 : La cuisine d’Arnold Wesker, mise en scène : Jean-Louis Martin-Barbaz, Monfort-Théâtre, Studio-Théâtre
- 2002 : La diva de l'empire, cabaret sur l’époque 1900, mise en scène : Hervé Van Der Meulen, Studio-Théâtre
- 2001 : La Ronde de Arthur Schnitzler, mise en scène : Jean-Claude Durand, Studio-Théâtre

## Distinctions

### Récompenses
Pour La politesse des anges, court métrage :
- Prix du Meilleur Court Métrage Etranger, First City Film Festival 2018, États-Unis
- Prix du Meilleur Court Métrage Etranger, Florida Comedy Film Festival 2018, États-Unis
- Prix du Meilleur Court Métrage Etranger, Peak City International Film Festival 2017, États-Unis
- Prix du Meilleur Film Européen, European Cinematography Awards 2017, Pologne
- Prix du Meilleur Film, AMIIWorkFest 2017, Lituanie
- Prix du Meilleur Court Métrage Dramatique, South Film and Arts Academy Festival 2017, Chili
- Prix du Meilleur Réalisateur, Festival Red Corner 2017, Italie
- Prix Spécial du Jury, North American Film Awards 2017, États-Unis
- Prix Spécial du Jury, Festival International Short to the Point 2017, Roumanie
- Mention Spéciale du Jury, Eurocinema Film Festival 2017, Suisse
- Prix de la Meilleure Actrice pour Delphine Théodore, Directors Cut Film Festival 2017, Canada
- Prix de la Meilleure Actrice pour Delphine Théodore au WIIFA - Wolves Independent International Film Awards 2017, Lituanie
- Prix de la Meilleure Actrice pour Delphine Théodore, Festival du Film Court Paul Simon 2017, France
- Mention d'Interprétation pour Delphine Théodore, South Film and Arts Academy Festival 2017, Chili
- Prix du Meilleur Acteur dans un Second Rôle pour Alexis Rangheard, South Film and Arts Academy Festival 2017, Chili
- Prix de la Meilleure Bande Originale, Festival du Film Court Paul Simon 2017, France

Pour Je vous prie de sortir, court métrage :
- Prix du Meilleur Court Métrage de la Compétition Internationale au Festival International du film de Cleveland, États-Unis
- Prix du Meilleur Court Métrage au Festival du Film des Droits de l'Homme de Barcelone
- Grand Prix du Jury au Festival Film and Art Two Riversides, Pologne
- Diplôme du Jury au Festival des Nations d'Ebensee, Autriche
- Coupe Juliet Berto au Festival du court métrage en plein air de Grenoble
- Prix du Meilleur Court Métrage au Festival des créations télévisuelles de Luchon [2],[3],[4]
- Mention spéciale du jury au Festival Cinéma d'Alès Itinérances
- Prix de la Presse au Festival Un poing c'est court de Vaulx-en-Velin
- Prix SACEM de la Meilleure musique originale au Festival Les Nuits Méditerranéennes de Corte
- Grand Prix du Jury au Festival des 24 courts
- Prix du Public au Festival des 24 courts
- Prix d’Interprétation pour Boris Rehlinger au Festival des 24 courts
- Prix du Jury du Meilleur Court Métrage au Festival International Paul Simon
- Prix du Public du Meilleur Court Métrage au Festival International du Film Lusophone et Francophone de Montpellier
- Premier Prix du Jury au Festival du Court Métrage en Lussacais
- Prix du Meilleur Court Métrage au Festival de Courts Métrages de Locminé [5]
- Prix du Public aux Rencontres de Courts Métrages Images in Cabestany
- Prix du Public aux Rencontres Kinoma no 13 de Paris